# The Act
The Act è una miniserie televisiva statunitense creata da Nick Antosca e Michelle Dean. È stata distribuita sulla piattaforma di streaming Hulu dal 20 marzo 2019. Il primo trailer è stato pubblicato il 14 febbraio 2019. La serie è basata su eventi realmente accaduti, racconta infatti gli avvenimenti riguardanti l'omicidio di Dee Dee Blanchard.

## Trama
La serie segue la storia di Gypsy Rose Blanchard, una ragazza che cerca di sfuggire al rapporto deleterio che ha con la madre iperprotettiva Dee Dee, affetta da sindrome di Münchhausen per procura. La sua ricerca di indipendenza apre un vaso di Pandora, che alla fine porta all'omicidio.

## Personaggi e interpreti
- Clauddine "Dee Dee" Blanchard, interpretata da Patricia Arquette.
- Gypsy Rose Blanchard, interpretata da Joey King.
- Lacey Hutchens, interpretata da AnnaSophia Robb.
- Nick Godejohn, interpretato da Calum Worthy.
- Mel Hutchens, interpretata da Chloë Sevigny.

## Episodi
| Stagione       | Episodi | Pubblicazione USA | Pubblicazione Italia |
| -------------- | ------- | ----------------- | -------------------- |
| Prima stagione | 8       | 2019              | 2019                 |

## Riconoscimenti
La serie, che ha riscontrato un buon successo, ha ottenuto varie candidature ai tre principali premi televisivi: il Golden Globe, il Premio Emmy e lo Screen Actors Guild Award. 
- 2019 - Premio Emmy
  - Miglior attrice non protagonista in una miniserie TV a Patricia Arquette
  - Candidatura alla Miglior attrice in una miniserie TV a Joey King
- 2020 - Golden Globe
  - Miglior attrice non protagonista in una serie TV drammatica a Patricia Arquette
  - Candidatura Miglior attrice protagonista in una serie TV drammatica a Joey King
- 2020 - Screen Actors Guild Award
  - Candidatura Miglior attrice non protagonista in una serie TV drammatica a Patricia Arquette
  - Candidatura Miglior attrice protagonista in una serie TV drammatica a Joey King
- 2019 - Satellite Award
  - Candidatura Miglior miniserie televisiva
  - Candidatura Miglior attrice protagonista in una serie TV drammatica a Joey King
  - Candidatura Miglior attrice non protagonista in una serie TV drammatica a Patricia Arquette
  - Candidatura Miglior attrice non protagonista in una serie TV drammatica a Chloe Sevigny